# Городовые полки

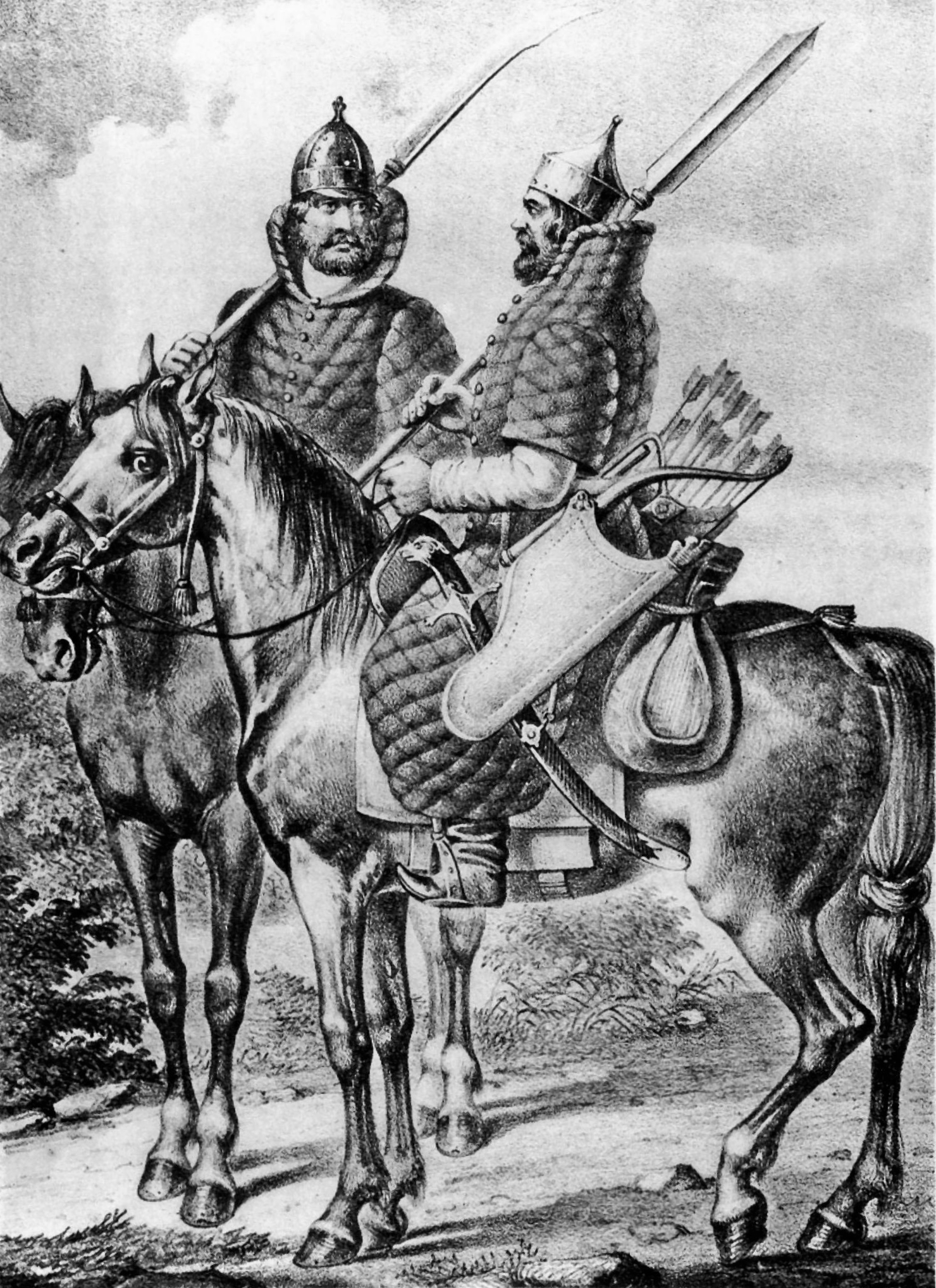
Ратники в тегиляях и шапках железных.

Городовые полки, Земские полки — формирование (полки) от городов, часть вооружённой организации на Руси в XII—XVI веках (до военной реформы Ивана Грозного), представлявшая собой историческую разновидность ополчения. 
В состав вооружённых сил Руси входили городовые полки, и по-прежнему назывались тысячами, которые в каждом уделе составлялись из горожан или, как их называли, «жильцов». Полки городовые или конные и пешие дружины назывались по городам Руси: Киевский, Новгородский и так далее. А в ЭСБЕ сказано что в обыкновенные городовые полки, под предводительством княжеских бояр, или тысячких, набирались ратники из «людей». Тысяцкий, по соображении всех известий об этом сане, был воеводою земских, гражданских полков, выбиравшийся князем из дружины. Полки вообще делились на сотни и десятки.

## История
В своём развитии обыкновенные городовые полки, (городовые и сельские полки) составленных из городского и сельского народонаселения, прошло несколько этапов. Впервые городское ополчение упоминается в Киеве в XI веке в связи с восстанием (бунтом) 1068 года. Известно, что оно получало оружие и коней от князя на определённый поход и взаимодействовало с княжеской дружиной (в более ранний период эту роль выполняли племенные ополчения).
В XII веке городские полки собираются в военные походы по решению веча.
По мере обособления земель-княжений под более устойчивой княжеской властью эта последняя не только усиливалась, но и приобретала местный, территориальный характер. Административная, организующая деятельность её не могла не наложить руку на строй военных сил, притом так, что дружинные войска становятся местными, а городские — княжьими. И судьбы слова "дружина" своими колебаниями свидетельствуют об этом сближении элементов, бывших разнородными. Князья начинают говорить о городовых полках как о "своих" полках, а дружиной называть отряды, составленные из местного населения, не отождествляя их со свою личною дружиной — двором. Понятие о княжой дружине сильно расширилось к концу XII века. Оно объемлет влиятельные верхи общества и всю военную силу княжения. Дружина разделилась на княжой двор и боярство, крупное и рядовое.
В этот период городовые полки считаются одной из частей вооружённой организации наряду с княжеской дружиной, трансформирующейся в двор, и отрядами бояр-землевладельцев.
В XIV веке городовые полки представляли собой феодальные ополчения княжеств, называющиеся по городам-центрам этих русских земель (княжеств). В них входили отряды бояр-землевладельцев.
В период становления Русского централизованного государства (с конца XV века) городовые полки называются одной из трёх составляющих вооружённой организации наряду с княжьим двором и посошной (рублёной) ратью, представлявшей собой сельское ополчение.
Необходимость в городовых полках отпала в связи с развитием поместного и стрелецкого войск в середине XVI века.